# Salvador Meliá
Salvador Meliá Mangriñán (* 1. April 1977 in La Vall d’Uixó) ist ein ehemaliger spanischer Bahnradsportler.
Salvador Meliá gehörte zu den besten spanischen Bahnsprintern Spaniens in der ersten Dekade des 21. Jahrhunderts. Seine größten Erfolge errang er im Teamsprint gemeinsam mit José Antonio Villanueva und José Antonio Escuredo. Das Trio belegte bei den Bahn-Weltmeisterschaften 2000 in Manchester den dritten Platz und vier Jahre später, bei der Bahn-WM in Melbourne, den zweiten Platz. In derselben Besetzung belegten die Spanier im Teamsprint bei den Olympischen Spielen 2000 in Sydney den neunten und 2004 in Athen den siebten Platz.
2005 wurde Meliá Spanischer Meister im 1000-m-Zeitfahren.